# Coloconger giganteus
Coloconger giganteus är en fiskart som först beskrevs av Castle, 1959.  Coloconger giganteus ingår i släktet Coloconger och familjen Colocongridae. Inga underarter finns listade i Catalogue of Life.